# Njuja
Die Njuja (russisch Нюя; jakutisch Ньүүйэ) ist ein 798 Kilometer langer linker Nebenfluss des Lena in Westsibirien (Russland, Asien).

## Verlauf
Die Njuja entspringt in etwa 450 m im Westen des Lenaplateaus in Ostsibirien. Die Quelle liegt im äußersten Westen der Republik Sacha (Jakutien), deren Territorium der Fluss auf seiner gesamten Länge durchfließt, in unmittelbarer Nähe der Grenze zur Oblast Irkutsk. Die Njuja durchfließt das Plateau in vorwiegend östlicher Richtung, ab dem Mittellauf etwa parallel zur Lena, meist in weiten Bögen in einem streckenweise engen Tal mäandrierend. Schließlich mündet der Fluss unterhalb des nach ihr benannten Dorfes Njuja in 150 m Höhe in die Lena.
Die wichtigsten Nebenflüsse sind Tympytschan, Chamaky, Ulachan-Murbajy, Otschtschugui-Murbajy und Betschentscha (auch Betintsche genannt), alle von links.

## Hydrographie
Das Einzugsgebiet der Njuja umfasst 38.100 km². In Mündungsnähe erreicht der Fluss eine Breite von knapp 200 Metern bei einer Tiefe bis 3 Meter; die Fließgeschwindigkeit beträgt hier 0,4 m/s.
Die Njuja gefriert von der zweiten Oktoberhälfte bis Mai. Die Wasserführung bei Kurum, 132 Kilometer oberhalb der Flussmündung beträgt im Jahresdurchschnitt 114 m³/s bei einem Minimum von 7,4 m³/s im März und einem Maximum von 760 m³/s im Mai.

## Infrastruktur
Die Njuja ist auf 146 Kilometern ab oberhalb der Einmündung der Betschintscha beim gleichnamigen Dorf schiffbar.
Ab dem Mittellauf liegen mehrere Dörfer am Ufer der Njuja, wie Orto-Nachara, Tschamtscha und Betschentscha. Bei der Siedlung Njuja kreuzt die Straße von der 20 Kilometer südlich am linken Lena-Ufer gelegenen Stadt Lensk zu den westjakutischen Diamantenfördergebieten um Mirny und Udatschny den Fluss.